# Imbecilla microcephalica
Imbecilla microcephalica är en insektsart som beskrevs av Irena Dworakowska 1970. Imbecilla microcephalica ingår i släktet Imbecilla och familjen dvärgstritar.
Artens utbredningsområde är Sudan. Inga underarter finns listade i Catalogue of Life.